# Secção alpina

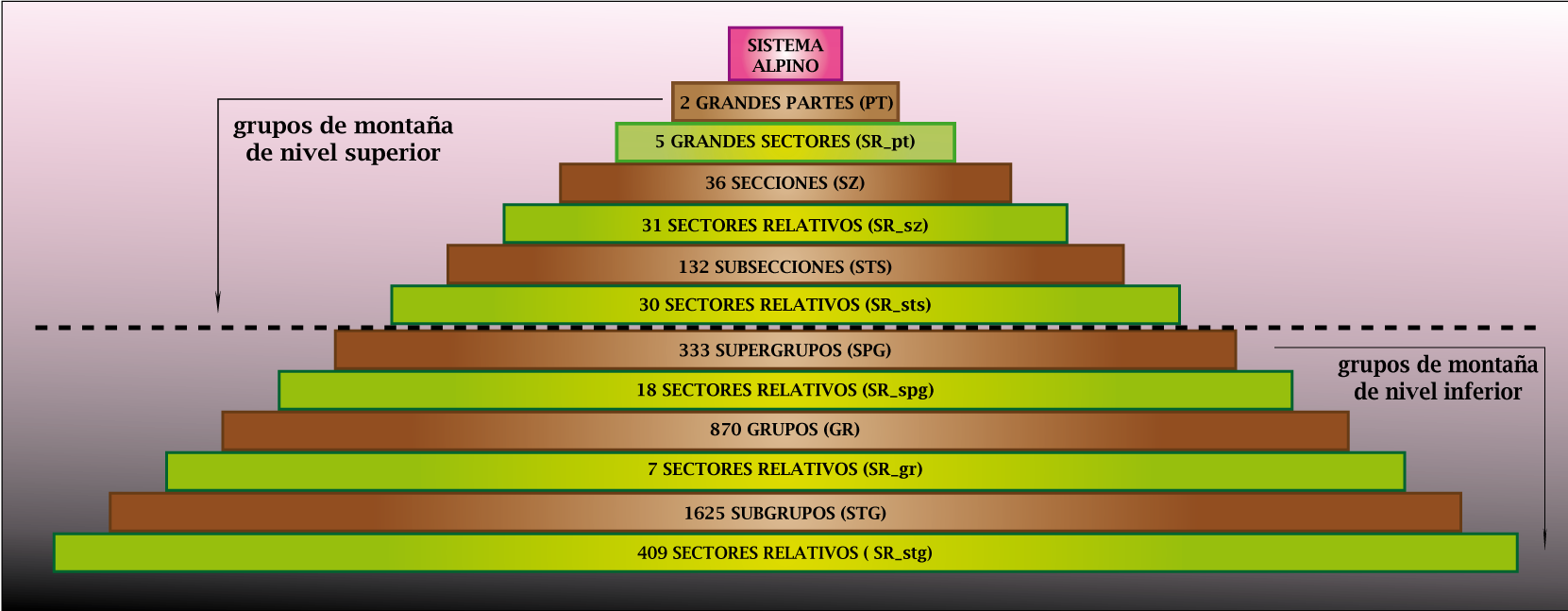
A pirâmide das subdivisões segundo a SOIUSA

A secção alpina,  SZ -  por Sezioni em italiano - é a terceira divisão segundo a  Subdivisão Orográfica Internacional Unificada do Sistema Alpino (SOIUSA) que  se divide ainda em :
- 5 Grandes setores alpinos (SR) - IT:sezioni
- 132 Subsecção alpina (STS) - IT: sottosezioni
- 333 Supergrupo alpino (SPG) - IT: supergruppi
- 870 Grupo alpino (GR) - IT: gruppi
- 1625 Subgrupo alpino (STG) - ITt: sottogruppi

Depois das duas grandes Partes que são os Alpes Ocidentais e os Alpes Orientais, vêm estes  5 grandes setores alpinos que se obtêm dividindo a parte ocidental em duas zonas;  
- Alpes Ocidentais-Norte e Alpes Ocidentais-Sul,

e a parte oriental em três zonas;
- Alpes Orientais-Norte,  Alpes Orientais-Centro, e  Alpes Orientais-Sul

Na sequência dos Grandes sectores alpinos, a SOIUSA define as seguintes 36 secções alpinas:
1. Alpes Lígures
2. Alpes Marítimos e Pré-Alpes de Nice
3. Alpes e Pré-Alpes da Provença
4. Alpes Cócios
5. Alpes do Delfinado
6. Pré-Alpes do Delfinado
7. Alpes Graios
8. Pré-Alpes da Savoia
9. Alpes Peninos
10. Alpes Lepontinos
11. Pré-Alpes Luganeses
12. Alpes Berneses
13. Alpes Glaroneses
14. Pré-Alpes Suíços
15. Alpes Réticos ocidentais
16. Alpes Réticos orientais
17. Alpes Taurus ocidentais
18. Alpes Taurus orientais
19. Alpes da Estíria e Caríntia
20. Pré-Alpes da Estíria
21. Alpes calcários do Tirol setentrional
22. Alpes Bávaros
23. Alpes xistosos do Tirol
24. Alpes setentrionais de Salisburgo
25. Alpes del Salzkammergut da Alta Áustria
26. Alpes setentrional da Estiria
27. Alpes da Baixa Áustria
28. Alpes Réticos meridionais
29. Alpes e Pré-Alpes Bergamascos
30. Pré-Alpes de Bréscia e Garda
31. Dolomitas
32. Pré-Alpes vénetos
33. Alpes Cárnicos e de Gail
34. Alpes e Pré-Alpes Julianos
35. Alpes da Caríntia e da Eslovénia
36. Pré-Alpes eslovenos

## Divisão tradicional

As 26 secções alpinas

Antes da  classificação SOIUSA havia uma secção com 26 divisões
1. Alpes Marítimos
2. Alpes Cócios
3. Alpes Graios
4. Alpes da Provença
5. Alpes do Delfinado
6. Pré-Alpes da Provença
7. Pré-Alpes do Delfinado
8. Pré-Alpes da Saboia
9. Alpes Peninos
10. Alpes Lepontinos
11. Alpes Réticos
12. Alpes Berneses
13. Alpes Glaroneses
14. Pré-Alpes Suíços
15. Pré-Alpes bávaros
16. Pré-Alpes Lombardos
17. Alpes Nórdicos
18. Dolomitas
19. Alpes Cárnicos
20. Alpes Julianos
21. Caravanche
22. Alpes de Salzburgo
23. Alpes austríacos
24. Pré-Alpes da Estíria
25. Pré-Alpes do Trivêneto
26. Carso